# Пільстінг
Пільстінг (нім. Pilsting) — громада в Німеччині, знаходиться в землі Баварія. Підпорядковується адміністративному округу Нижня Баварія. Входить до складу району Дінгольфінг-Ландау.
Площа — 71,05 км2. Населення становить 6793 ос. (станом на 31 грудня 2020).